# 방사성 폐기물

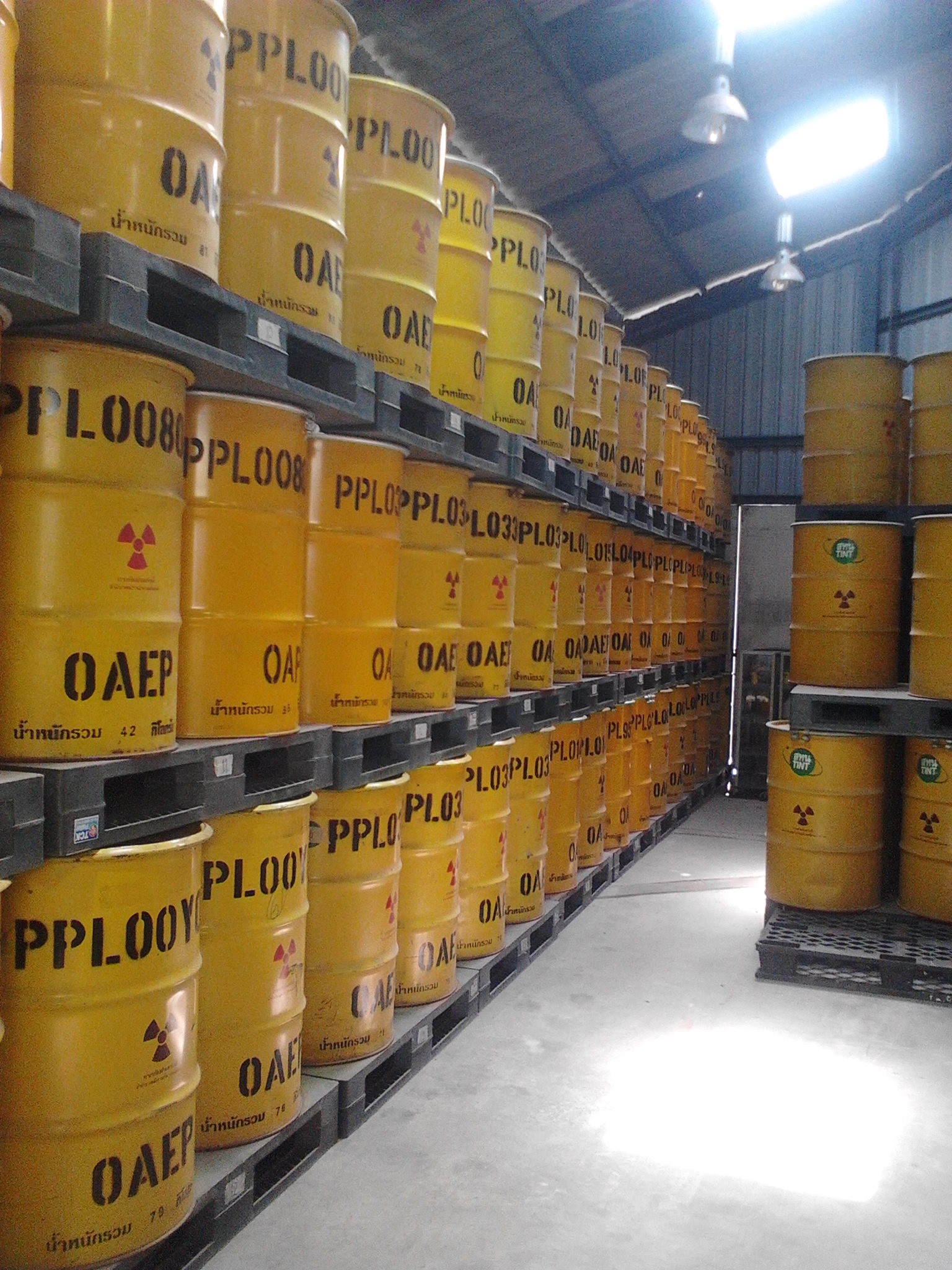

방사성 폐기물(放射性廢棄物)은 방사성 감쇠 물질을 포함하고 있는 폐기물을 말한다.원자력안전법 제2조 제18호에 의하면 " 방사성 폐기물"이란 방사성물질 또는 그에 따라 오염된 물질(이하"방사성물질" 등이라 한다.)로서 폐기 의 대상이 되는 물질(제35조 제4항에 따라 폐기 하기로 한 사용후핵연료를 포함한다.)을 말한다.즉, 방사성 물질이 일정 농도 이상 검출되거나 방사능에 오염된 모든 물질을 의미한다.
대개는 핵분열과 같은 핵반응에서 부산물로 생성되지만 원자력산업과 직접적인 관련이 없는 산업에서도 발생한다. 방사능은 시간이 지남에 따라 감소하기 때문에 인간에게 심각한 영향을 끼치지 않을 때까지 일정 시간 동안 분리되어 있어야 한다. 보통 산업에서 쓰이는 핵연료는 반감기가 몇 시간에서 몇 년까지이지만 원자력 발전에서 나오는 고준위 폐기물은 반감기가 수십 년에서 수만 년까지 된다.
거의 대부분의 방사성 폐기물은 저준위 폐기물이며 이는 질량이나 부피당 방사능이 적다는 뜻이다. 반감기가 짧은 저준위 폐기물은 일정기간 동안 분리해서 저장하면 되지만 반감기가 상당히 긴 중준위폐기물은 얕은 곳에 묻어야 하며, 고준위 폐기물은 깊은 곳에 매장하거나 핵변환을 시키는 등 다른 처리 과정이 필요하다.

## 특징과 중요성
방사성 폐기물은 일반적으로 여러 가지 방사성 동위원소로 이루어져 있다. 방사성 동위원소란 붕괴하면서 전리방사선을 방출하여 인간과 환경에 해로울 수 있는 불안정한 배열의 원소들을 말한다. 또한 방사성 동위원소들은 각각 다른 시간 동안 다른 종류와 준위의 방사선을 방출한다.

### 물리학적 관점
모든 방사성 폐기물의 방사능은 시간에 따라 줄어든다. 방사성 폐기물에 들어있는 모든 방사성 동위원소들은 반감기를 가지고 있고, 결국에는 모든 방사성 폐기물이 안정한 동위원소 같은 비방사성 원소로 붕괴된다. 원자력발전 후 사용된 연료에 들어있는 일부 방사성 원소(플루토늄-239등)는 인간과 다른 생명체들에게 수백, 수천 년 동안이나 위험하게 남아있을 수 있고, 다른 방사성 동위원소들은 몇 백만 년 동안이나 해로울 수 있다. 이런 폐기물들은 몇 세기 동안 차폐되고 몇 천년 동안 환경으로부터 격리되어야 한다. 일부 원소들(아이오딘-131 등)은 짧은 반감기(이 경우엔 8일)를 가지고 있고 그 덕분에 다른 긴 반감기와 붕괴시간을 가지고 있는 원소들 보다 문제가 덜 된다. 하지만 이런 방사성 동위원소들은 처음에 방출되는 방사능의 정도가 훨씬 많아서 위험할 수도 있다.
방사성 동위원소가 빠르게 붕괴할수록 그 원소의 방사능도 높아질 것이다. 순수한 방사성물질에서 방출된 이온화 방사선의 에너지와 종류는 그 물질이 얼마나 위험한지를 판단하는 중요한 요소가 된다. 방사성 물질의 화학적 성질은 그 물질의 이동성을 알려주고 또한 그것이 누출되었을 때 환경 속으로 얼마나 퍼지고 인간을 오염시킬 수 있는지도 알려준다. 이것은 매우 복잡한데, 방사성 동위원소들은 붕괴되어 바로 안정한 상태로 가지 않고 다른 방사성 원소들로 붕괴되어 그것들이 또 다른 붕괴들을 하면서 붕괴사슬로 이어질 수 있기 때문이다.

### 약물동태학적 관점
고준위 폐기물에 대한 노출은 심각한 부상이나 심지어는 사망을 초래할 수도 있는데, 다 자란 동물에 방사능을 가하거나 그 외의 돌연변이를 일으키는 처리(예) 세포독성 약)를 하면 암이 발생할 수 있다는 사실이 확인되었다. 사람의 경우엔 방사능의 선량이 5시버트정도 될 때 치명적인 것으로 계산되었고, 일생 동안 방사능으로 인한 암으로 죽을 확률은 0.1시버트일 때 0.8%, 그리고 0.1시버트 늘어날 때마다 같은 확률인 0.8%씩 증가를 하는 것으로 나타났다.
일반인의 인공방사선 허용선량은 연간 1,000,000나노시버트(nSv)이며, 우리나라 1인당 자연방사선 평균치는 연간 3,000,000나노시버트(nSv)이다. 실제 원전 주변 방사선량은 10,000nSv 미만인 것으로 나타났다.(출처:원자력안전위원회)
이온화 방사선은 염색체를 파괴시킨다. 그래서 태아 같이 자라고 있는 생명이 방사능에 오염되면, 선천성 이상이 일어날 확률이 있다. 하지만 생식세포나 생식세포를 만드는 세포에는 이런 결함이 일어날 확률이 적다. 현재까지는 아직 완벽하게 연구가 진행되지 않아서 방사선으로 발생되는 인간 돌연변이의 발생 정도는 밝혀지지 않았다.
어떤 방사성 동위원소의 방사능에 의한 위험의 정도는 그 원소의 방사성 붕괴의 종류와 약물동태학(체내에서 얼마나 빠르게 퍼지는가)에 따라 달라진다. 예를 들면, 아이오딘-131은 짧게 베타선과 감마선 광자를 방출하지만, 그것이 갑상선에 집중된다. 그래서 요오드-131은 물에 잘 녹아서 빠르게 소변으로 방출되는 세슘-137보다 더 많은 병을 야기할 수 있다. 비슷하게, 알파선 광자를 방출하는 악티니드와 라듐은 생물학적 반감기가 매우 길고 방사선이 높은 에너지를 전달하기 때문에 매우 위험한 물질로 분류된다. 이러한 차이점 때문에 생물학적 부상을 진단하는 규정이 방사성 동위원소에 따라 매우 달라지고, 방사성 동위원소들을 포함하고 있는 화합물들의 본질들도 달라진다.

## 방사성 폐기물의 발생
방사성 폐기물은 여러 가지 이유로 생긴다. 거의 대부분의 폐기물의 경우 핵연료순환과 핵무기 해체 과정 중에 발생되나 일부는 의료폐기물, 산업폐기물이다. 뿐만 아니라 석탄, 석유, 천연가스를 가공하고 소비하면서 자연적으로 발생하는 방사성물질이 축적되기도 한다.

### 핵연료 주기

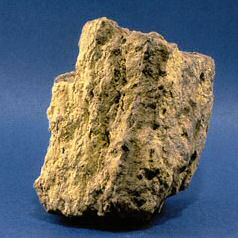
1. 우라늄 광석 - 핵연료의 기본이 되는 자원
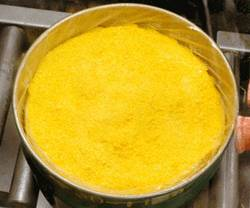
2. 정광(옐로케이크) - 우라늄을 전환공장으로 보내는데 쓰이는 형식
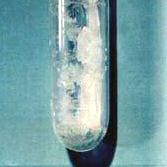
3. 육불화 우라늄 - 우라늄 농축에 쓰이는 형식
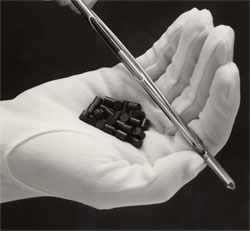
4. 연료펠릿 - 작고, 불활성이며, 녹지 않는 세라믹 펠릿

핵연료 주기는 자연에 존재하는 우라늄 또는 토륨 자원이 핵연료로 원자로에서 이용되고, 원자로에서 방출된 다음 폐기물로 처리, 처분될 때까지의 전 과정을 가리킨다. 핵연료 주기는 간단히 세 단계로 나눌 수 있다.
첫 단계는 프론트엔드라고 부르며 우라늄 광석을 핵연료로 만드는 과정이다. 이 단계에서는 우라늄 광석을 채굴하여 우라늄을 옐로 케이크 형태로 만든 후 육불화우라늄(UF₆)으로 전환한다. 그리고 우라늄 농축공장에서 필요한 농도의 농축우라늄을 만든다. 그 다음에는 육불화우라늄(UF₆)을 이산화우라늄(UO₂)으로 전환하여 핵연료로 가공한다.
두 번째 단계는 서비스 기간이라고 부르며 핵연료를 원자로에서 사용하는 단계이다. 먼저 원자로에 장전된 핵연료는 핵분열 핵 연쇄 반응을 일으키며, 이 때 발생하는 에너지를 이용하여 전력을 생산한다. 그리고 원자로에서 방출된 사용후 핵연료는 고온과 방사선을 방출하므로 온도 및 방사능 수준을 충분히 낮추기 위해 일정기간 수중에서 냉각시켜야 한다.
마지막 백엔드 단계는 이미 사용한 연료를 안전하게 보관 및 관리하는 단계이다. 먼저 사용후 핵연료를 재처리 또는 직접 처분을 하기 전에 수중 또는 옥상에서 일정기간 저장하며, 이를 중간저장이라고 한다. 핵연료 중 일부는 재처리되고 일부는 최종 처분되는데, 사용후 핵연료를 재처리할 경우 회수하는 플루토늄 혹은 우라늄은 핵연료로 재사용하고 나머지 방사성폐기물은 고준위 방사성폐기물로 유리화되어 최종 처분되기 전까지 중간저장된다. 최종처분이라 함은 사용후 핵연료 혹은 고준위 방사성폐기물을 깊은 지층 속에 매장하는 것이다.
연료를 재처리하지 않는 핵연료 주기를 가리켜 열린 연료주기라고 부르며 핵연료를 재처리하면 닫힌 연료주기라고 한다.

#### 프론트엔드
프론트엔드에서 발생하는 방사성 폐기물은 주로 우라늄 추출 과정에서 발생하며 알파선을 방출한다. 폐기물의 주성분은 라듐과 라듐의 붕괴생성물이다. 채굴과정에서 이산화우라늄(UO₂)에 의해 생기는 방사능은 건물에 사용되는 화강암에서 발생하는 방사능의 천배정도에 불과하며 그리 강하지 않다. 옐로케이크(U₃O₈)를 정제해서 이산화우라늄(UO₂)을 만들고, 그 다음에는 육불화우라늄(UF₆)으로 전환시킨다. 육불화우라늄(UF₆)은 기체상태이며, 농축과정을 통해 U-235의 비율을 0.7%에서 4.4%까지 올린다. 이를 저농축우라늄이라고 하며, 그러고 나서 원자로에 들어가는 연료를 만들기 위해 단단한 세라믹 산화물(UO₂)의 형태로 바꾼다.
농축과정에서 발생하는 대표적인 부산물은 열화 우라늄으로, 우라늄-235의 비율이 0.3%보다 낮으며 UF₆ 혹은 U₃O₈의 형태로 저장시킨다. 열화 우라늄은 플루토늄과 함께 혼합 산화물 연료를 만드는데 쓰인다.

#### 백엔드
핵연료주기의 백엔드에서 발생하는 방사성 폐기물은 주로 이미 사용된 연료봉에서 나오며 베타선과 감마선을 방출하는 핵분열 생성물들로 이루어져 있다. 뿐만 아니라 우라늄-234, 넵투늄-237, 플루토늄-238, 아메리슘-241 등의 악티늄계열은 알파 입자를 방출한다. 심지어 중성자를 직접 방출하는 캘리포늄도 가끔 포함되어 있다. 이러한 동위원소들은 원자로에서 생성된다. 한 번 사용된 핵연료는 방사성이 강한 핵분열 생성물들을 포함하고 있다. 이들 중 상당수는 중성자 흡수체로 중성자 독이라고 불리기도 한다. 이들이 중성자를 많이 흡수하면 제어봉이 완전히 제거되었다고 하더라도 원자로의 핵 연쇄 반응이 중단된다. 이러한 상황이 되면 원자로 속의 연료가 아무리 많은 양의 우라늄-235나 플루토늄을 함유하고 있다고 하더라도 새로운 핵연료로 바꿔야 한다. 미국에서는 사용후 연료를 따로 재활용하지 않고 단순히 저장해놓으며 러시아, 영국, 프랑스, 일본, 인도 등의 국가에서는 사용후 연료를 재처리를 통해 재활용한다. 핵연료 재처리는 사용후 연료에서 중성자 흡수체인 핵분열을 제거하는 과정으로 이 과정에서 고방사성 폐기물들의 농도는 더 높아진다.

#### 장반감기 방사성 폐기물

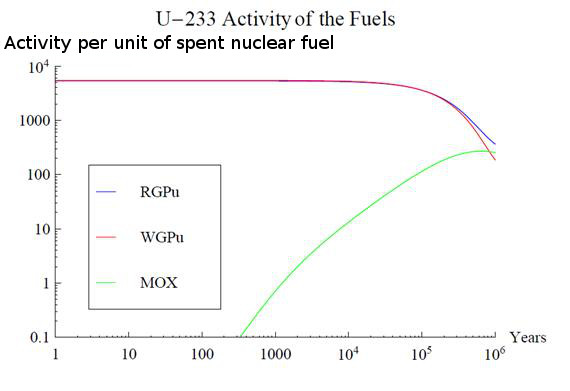
우라늄-233이 세 가지 종류의 연료에 미치는 영향

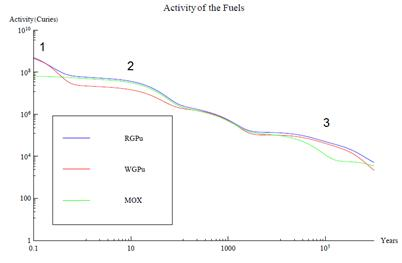
세 가지 연료의 방사성 수치

사용후 연료를 효과적으로 처리하기 위해서는 연료 주기에서 나오는 장반감기 방사성 폐기물을 처리하는 것이 아주 중요하다. 지금까지 알려진 바로는 어떤 연료가 원자로에 공급되었냐에 따라 사용후 연료에 있는 안티늄 계열 원소의 성분과 장반감기 방사성 폐기물의 양이 달라진다. 토륨이 포함되어 있는 핵연료에서 이러한 현상이 잘 드러난다. 토륨을 포함한 연료를 사용하게 되면 폐기물로 우라늄-233이 생기게 되는데 그 이유는 토륨-232가 중성자 포획 반응과 두 번의 베타 붕괴를 거쳐서 우라늄-233을 만들어낸다. 우라늄-233은 우라늄-235나 플루토늄-239와 같이 연쇄반응을 일으켜 원자로 연료로 중요하다. 게다가 토륨-우라늄 혼합연료의 경우 사용 후 연료의 발생량이 기존의 우라늄 핵연료의 70% 이하이며, 방사성 독성이 센 초우라늄원소(넵튠, 플루토늄, 아메리슘, 큐륨 등)들 또한 절반 이하 밖에 생성되지 않는다.
원자로급 플루토늄 연료, 무기급 플루토늄 연료, 혼합 산화물 연료와 우라늄-233 사이의 상호작용의 오른쪽 그래프에 나와 있다. 원자로급 플루토늄 연료와 무기급 플루토늄 연료에서 생성되는 우라늄-233는 대략 100만년 정도 지나야 사라진다. 반면 혼합 산화물 연료의 경우 발생되는 우라늄-233의 양은 매우 적다. 이 이유는 원자로급 플루토늄 연료와 무기급 플루토늄 연료는 토륨을 포함되고 있기 때문이다. 결국 토륨-232의 포함 유무에 따라서 사용 후 연료의 반감기가 달라진다고 할 수 있다.

### 핵연료 주기 외

#### 핵무기 해체 과정
핵무기 해체 과정에서 생기는 방사성 폐기물은 주로 삼중수소나 아메리슘이며 베타선이나 감마선을 거의 포함하지 않는다. 대신 플루토늄-239 같은 악티늄 계열의 알파선을 방출하는 입자를 포함한다. 플루토늄-239의 경우 플루토늄-238이나 폴로늄과 함께 폭탄을 만드는 핵분열성 물질로 쓰인다.
과거에는 원자폭탄의 중성자 방아쇠로 베릴륨이나 알파 입자를 많이 방출하는 폴로늄이 쓰였으나 최근에는 폴로늄 대신 플루토늄-238이 쓰인다. 국가 안보를 위해서 현대식의 핵폭탄 제조법은 대중에게 공개되지 않는다. 어떤 경우에는 전자제품에 오랫동안 전력을 공급하기 위해 플루토늄-238이 방사성 동위원소 열전기 발전기로 사용된다.
구식 핵폭탄을 개선할 때 다뤄야 하는 핵분열성 물질은 플루토늄 동위원소의 붕괴생성물을 포함하고 있을 확률이 높다. 우라늄-235, 우라늄-236 등이 플루토늄의 붕괴에 의해 생성되는 물질인데 플루토늄 동위원소가 상대적으로 긴 반감기를 가지고 있기 때문에 핵폭탄에서 생기는 방사성 폐기물은 매우 적을 뿐만 아니라 플루토늄-239 자체에 비하면 위험성이 적다. 오히려 플루토늄-241의 붕괴에 의해 생기는 아메리슘-241이 더 위험한데, 그 이유는 아메리슘이 감마선을 방출할 뿐만 아니라 알파 방사체이므로 열을 발생시킨다.

#### 의료 폐기물
방사성 의료 폐기물은 베타 입자와 감마선을 방출하는 물질들을 포함한다. 이러한 의료 폐기물들은 크게 두 가지로 분류될 수 있다. 진단 핵의학에서는 테크네튬-99같이 반감기가 짧으면서 감마선을 방출하는 폐기물들을 발생시킨다. 이들은 짧은 시간 동안 고립시켜 붕괴되게 함으로써 폐기물 처리 문제를 간단히 해결할 수 있다. 다른 종류의 의료 폐기물들은 치료하는데 직접적으로 사용하는 것으로 다음과 같은 것들이 있다. 괄호 속은 반감기를 나타낸다.
- 이트륨-90, 림프종을 치료하는 데 사용된다(2.7일).
- 아이오딘-131, 갑상선 기능 검사나 갑상선 암을 치료하는 데 사용된다(8.0일).
- 스트론튬-89, 골육종 혹은 정맥주사를 하는 데 사용된다.(52일)
- 이리듐-192, 방사선 근접치료에 사용된다.(74일)
- 코발트-60, 방사선 근접치료와 외부 방사선치료법에 사용된다.(5.3년)
- 세슘-137, 방사선 근접치료와 외부 방사선치료법에 사용된다.(30년)

#### 산업 폐기물
공장 등의 산업 활동으로부터 발생되는 폐기물은 알파, 베타, 중성자, 또는 감마입자를 방출하는 물질들을 포함한다. 감마방사체는 방사선사진법에 쓰이며 중성자방사체는 다양한 분야에 쓰이며 그 중 대표적인 것으로는 유정 탐사 등이 있다.

#### 그 외 여러 활동
라듐 산업, 우라늄 채굴, 군사적 작전과 같은 인류의 여러 활동은 이미 많은 곳을 방사능으로 오염시켰다. 미국 에너지부에 의하면 미국에만 하더라도 수백만 갤런의 방사성 폐기물이 매장되어 있다. 현재 미국에는 약 108곳 정도가 이런 이유로 더 이상 그 땅을 쓸 수 없을 정도로 심각하게 오염되어 있다. 이 장소들은 작게는 수백 에이크에서부터 많게는 수천 에이크의 넓이이며, 미국 에너지부에서는 이미 몇몇 장소들을 완벽하게 정화했다. 미국 에너지부의 목표는 2035년까지 이러한 방사성에 오염된 곳들을 깨끗이 정화하는 것이다.

#### 자연적 발생
많은 물질들은 "자연적으로 발생하는 방사성 물질"로 분류될 수 있다. 이러한 폐기물들의 다수는 우라늄이나 토륨의 붕괴 사슬로부터 유래되며 알파 입자를 방출한다. 우리 사람 몸 속에도 자연적으로 방사능을 방출하는 물질들이 있는데, 그 중 칼륨-40이 대표적이다. 대부분의 암석은 방사능 물질을 포함하고 있어 낮은 수준의 방사성을 띈다.
석탄은 소량의 방사성 우라늄, 바륨, 토륨, 칼륨 등을 포함하고 있다. 하지만 순수한 석탄의 경우 그 함유량은 지각의 평균 방사성 원소 비율보다 작다. 반면 석탄을 둘러싸고 있는 지층의 경우 일반 지각보다 더 많은 방사성 원소를 포함한다. 그리고 석탄을 연소할 때 플라이애쉬라는 것이 생기는데 플라이애쉬는 흑색 사암과 유사한 수준의 방사성을 가진다. 이는 인회암보다는 적은 수치지만 플라이애쉬는 우리가 호흡하는 대기중으로 퍼지기 때문에 꽤 우려할 만하다.
석유와 천연가스를 정제하면서 라듐과 라듐의 붕괴 생성물들이 만들어진다. 유정으로부터 나오는 황은 상당한 양의 라듐을 포함하고 있고 물과 석유, 천연가스는 종종 라돈을 포함한다. 라돈은 붕괴해서 고체 방사성 동위원소를 만들고, 이는 배관들의 내벽에 쌓인다. 석유 공정 중 프로페인이 가공되는 곳은 라돈에 의해 오염이 가장 심하게 된 곳 중 하나인데, 그 이유는 라돈의 끓는 점이 프로페인과 유사하기 때문이다.

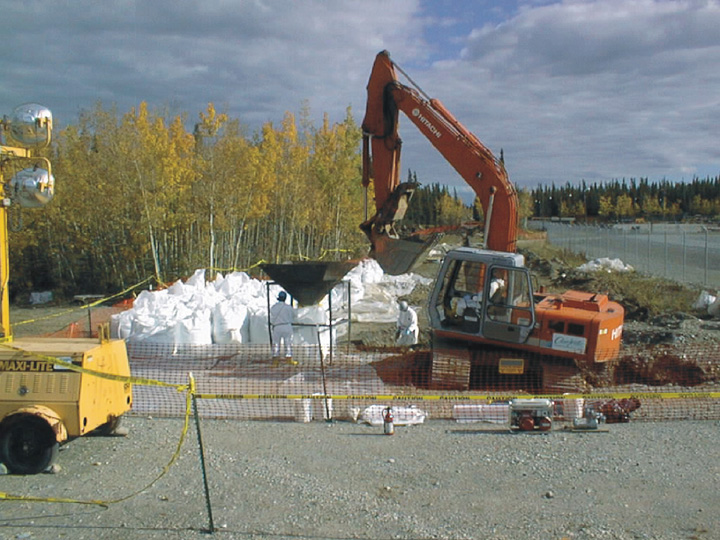
매우 낮은 수준의 폐기물을 처리하고 있다.

## 폐기물의 종류
비록 크게 방사성이 있지는 않지만, 우라늄 찌꺼기들도 폐기물이다. 
우라늄 찌꺼기란 우라늄이 함유된 광석을 공정하는 중에 생기는 부산물이다. 
우라늄 찌꺼기들은 보통 납과 비소 같은 매우 위험한 중금속도 포함하고 있다. 
콜로라도, 뉴멕시코, 유타 주의 오래된 광산들에 방대한 더미의 우라늄 찌꺼기들이 아직도 남아있다.

### 폐기물 종류(원자력안전위원회고시 기준)
| 구분     | 방사능 세기 | 종류 | 특성 | 취급 | 처리방법 | 비고 |
| -------- | ----------- | --- | --- | --- | --- | --- |
| 저준위   | 낮음        | - 원전 폐필터 - 이온교환수지 - 작업자들이 사용한 작업복, 공구. - 방사성 동위원소를 이용하는 산업체, 병원. - 연구기관에서 나오는 방사성 폐기물. | - 방사능 함량이 아주 미약한 알파선으로, 종이 한 장도 통과하지 못함. | - 별도의 보호장비 없이 취급 가능. - 몇몇 방사성이 강한 저준위 폐기물의 경우에는 보호장구를 착용해야 함. | - 대부분의 경우 얕은 땅에 매립. - 보통 저준위 폐기물을 곧바로 매장하지 않고 압축이나 소각등의 과정을 거친 후 매립.                                                                                     | - 저준위 폐기물은 A, B, C, GTCC의 4단계로 구분. - GTCC는 "C보다 더 강한"이라는 Greater Than Class C의 약자. |
| 중준위   | 중간        | - 합성수지. - 화학적 오니. - 방사능에 오염된 물질들과 폐로.                                                                                    | - 더 높은 양의 방사능을 가지고 있으며, 일부는 차폐가 필수. - 베타선의 방사선 방출(알파선하고 감마선의 중간치). - 알루미늄판 같은 것으로 차폐 가능. | - 보호장비 착용 필수.                                                                                   | - 아스팔트나 콘크리트로 밀봉 처리. - 일반적으로 수명이 짧은 폐기물(연료하고 관련 없는 물질)들은 얕은 저장 시설에 매립. - 수명이 긴 폐기물(연료&재처리 과정에서 나오는 물질)들은 깊은 지하 시설에 매립. | |
| 고준위   | 높음        | - 원자로 노심에서 발생되는 핵분열 생성물. - 초우라늄 원소 포함.                                                                                | - 반감기 20년 이상. - 가장 강력한 감마선을 방출하는 핵종 포함 물질. - 방사능 농도 4,000Bq/g 이상. - 고에너지 광자로 구성. - 열 발 생률 2 kW/m3 이상(원자로에서 발생). - 아주 강력한 방사능이 뿜어져 나온다. - 발생하는 열도 엄청나기 때문에 매우 뜨거우므로 화상에 유의해야 한다. - 조밀한 물질(물이나 철근 콘크리트)을 통과하며 점차 흡수. | - 특수 보호장구 착용.                                                                                   | - 냉각하고 차폐가 필수. | - 원전에서 나오는 총 방사능의 95%를 차지. - 전 세계적으로 그 양이 매년 약 12,000톤 가량 증가. - 1,000MWe(메가와트)급의 원자력 발전소 하나는 매년 약 27톤의 연료 배출.                                                    |
| 초고준위 | 아주 높음   | - 반감기가 20년보다 긴 초고준위 핵물질에 오염된 폐기물.                                                                                        | - 감마선보다 훨씬 더 강한 방사선을 방출(어디서 만들어졌는지 여부하고는 관계없음). | - 아주 무거운 특수 보호장구 필수.                                                                       | - 특수 처리 과정을 거쳐야 함. - 아주 깊은 지하 시설(100미터 이상)에 매립. | - 고수준 폐기물은 제외하고 농도가 100nCi/g(nCi : 나노퀴리)보다 높아야 함. - '초우라늄'이란 우라늄보다 원자번호가 큰 원소들을 의미. - 이들은 반감기가 엄청나게 길기 때문에 다른 폐기물들보다 아주 엄격하게 관리해야 한다. |

## 폐기물 관리
다른 독성 폐기물들과는 달리 방사성 폐기물은 일정 시간이 흐르면 그 독성이 사라지게 된다. 따라서 우리는 독성이 없어질 때까지 기다리면 되는 것이다. 방사성 원소들의 반감기는 원소마다 다른데, 마이크로 초 단위에서 100만년이라는 긴 시간까지 다양하다. 반감기가 매우 짧은 원소들은 자연적으로 사라지게 하면 되며, 반감기가 100만년 이상 되는 원소는 방출하는 방사능의 양이 적기 때문에 신경 쓰지 않아도 된다. 그러나 반감기가 아주 길지도 않고 아주 짧지도 않은 원소들은 따로 취급을 해 자연에 방사능이 유출이 안 되도록 조심해야 한다.
그러나 반감기는 핵종별로 다르고 방사능양은 방사성물질의 양에 따라 다르므로 반감기가 길다고 해서 그것이 안전을 보장하진 않는다.

### 우주에 버리기
첫 번째 방법은 우주에 버리는 것이다. 이것은 방사성 폐기물을 영원히 지구 밖에 보관할 수 있다는 장점이 있지만 그에 상응하는 단점도 크다. 우주로 발사할 때 사고가 날 상황도 고려해야 한다. 만약 사고가 난다면 일대가 방사능으로 오염될 것이다. 폐기물이 무겁기 때문에 발사 횟수도 많아야 할 것이며 국제적인 협약도 필요할 것이다.

### 핵변환
두 번째 방법은 방사성 원소에 힘을 가하여 다른 동위 원소로 바꾸는 방법이다. 방사성 원소의 원자핵에 중성자 등을 충돌시켜 다른 반감기가 짧은 원소로 바꾸면 취급이 용이해지지만, 많은 비용이 든다는 점과 원하지 않는 원소가 나오는 등의 위험 부담이 너무 커 실용적이지 않다.

### 땅에 묻기
세 번째 방법은 고준위 폐기물을 땅 속 깊은 곳에 보관하는 방법이다. 넓고 안정된 지층에 콘크리트로 동굴과 같은 두꺼운 터널을 만들고 방사능이 새지 않도록 하면 고준위 폐기물을 보관할 수 있다. 수십만 년 동안 방사능을 가지고 있을 수 있기 때문에 조금이라도 방사능이 새게 해서는 안 되며 지속적으로 방사능 검사와 관리를 해 주어야 한다.
이렇게 안정된 지질층에 방사성 폐기물을 보관한다면 우리가 마시는 물에 닿기까지 적어도 백만 년의 시간이 필요할 것이며, 설사 물과 접촉하더라도 만분의 1 시버트 정도의 아주 적은 양이 접촉할 것이다. 즉, 방사능은 우리에게 전혀 영향을 미치지 않는다는 것이다.
방사성 폐기물을 바다에 묻는 방법도 생각할 수 있는데, 안정된 심해에 묻거나 섭입대에 묻으면 천천히 방사능 폐기물을 맨틀로 이동시킬 수 있다. 또는 자연이나 인공섬에 묻을 수 있다.
물론 이런 방법들이 전혀 문제를 발생시키지 않는 것은 아니다. 갑작스러운 사고가 생기거나 지질층에 변화가 생긴다면 방사능이 유출될 수 있다.

## 방사성 폐기물과 관련된 사고들
국제 원자력 기구(IAEA)에서는 원자력 관련 사고 단계를 0~7등급까지의 8단계로 구분하고 있다. 이 중 대사고로 분류되는 가장 높은 7등급의 사고로는 체르노빌, 후쿠시마 원자력 사고가 있으며 이를 통해 원자력 발전이 100% 안전한 시스템은 아니라는 것이 알려졌다.
역사적으로, 방사성 물질이 잘못 폐기되었거나 운송 당시 방사성이 누출되는 등의 일들이 많은 사고로 이어졌다. 소련에서도 사고가 발생하였는데, 카라차이 호수에 저장되어 있던 폐기물이 주위 지역으로 번졌다. 켄터키에 있는 저준위 폐기물 저장소인 맥시 플랫(Maxey Flat)에서는 폐기물을 시멘트나 강철 대신 흙으로 덮었다가 폭우에 무너져서 물이 방사능에 오염되는 사고가 발생하였다. 이탈리아에서는 많은 방사성 폐기물 저장소들이 오염된 물을 강에 방류시켜 물이 오염되는 사고도 있었다. 프랑스에서는 2008년 여름 사고가 일어났다. 트리캐스탱(Tricastin)에 있는 아베라(Avera) 원전에서 배수 할 때 정제되지 않은 우라늄을 포함하고 있던 액체가 탱크에서 넘쳐서 약 75kg의 방사성 물질이 땅으로 스며들어간 사고였다.
또한, 특히 개발도상국에서는 버려진 방사성 폐기물을 청소하는 것도 많은 방사능 노출의 원인이 된다. 개발도상국에서는 위험한 물질에 대한 규제가 적고 방사능의 위험에 대한 교육이 잘 되어 있지 않기 때문이다. 또한 청소된 물품과 고철 시장이 발달되어 있기도 하다. 청소부나 그것을 사는 사람들은 그 물질이 방사성 폐기물인지도 모른 채 장식용이나 고철로 쓴다. 병원이나 대학교, 군대 등 방사성 폐기물의 원 주인의 무책임한 행동이나 방사성 폐기물에 대한 규제 부재, 또는 규제의 실행이 제대로 안 되는 등의 문제들이 방사능 노출 사고의 가장 중요한 원인들이다.
2013년 2월 23일 미국의 핸포드 핵 처리장(Hanford Nuclear Reservation) 탱크에서 대량의 누출 사고가 발생했다.
원전 안전 운영정보 시스템에 공개된 자료에 따르면 우리나라는 3등급 이상의 사고는 아직 없지만 2019년까지 383건의 기록되어 있으며 가장 최근의 사고는 2004년 2월 고리 3호기의 수소 누설이 기록되어 있다.

## 같이 보기
- 원자력 에너지
- 원자력 발전소
- 원자로
  - 비등수형 원자로
  - 가압수형 원자로
  - 흑연감속 비등경수 압력관형 원자로(RBMK)(체르노빌 사고 기종)
- 원자 폭탄
- 원자력
- 방사선
  - 알파선
  - 베타선
  - 감마선
- 방사성폐기물처분장(방폐장)
  - 경주 방폐장
  - 유카 산
  - 유카 산 방폐장

## 추가 문헌
- Babu, B.V., and S. Karthik, Energy Education Science and Technology, 2005, 14, 93–102. An overview of waste from the nuclear fuel cycle.
- Bedinger, M.S. (1989). Geohydrologic aspects for siting and design of low-level radioactive-waste disposal [U.S. Geological Survey Circular 1034]. Washington, D.C.: U.S. Department of the Interior, U.S. Geological Survey.
- Fentiman, Audeen W. and James H. Saling. Radioactive Waste Management. New York: Taylor & Francis, 2002. Second ed.
- Hamblin, Jacob Darwin (2008). Poison in the Well: Radioactive Waste in the Oceans at the Dawn of the Nuclear Age. Piscataway, NJ: Rutgers University Press.
- Hewitt, Robin (1985). Outer Space: the Easy Way Out?, Sierra Club Radioactive Waste Campaign, N.Y., NY, 1985. ().
- Nuclear and Radiation Studies Board. (NRSB 보관됨 2010-04-18 - 웨이백 머신) Going the Distance? The Safe Transport of Spent Nuclear Fuel and High-Level Radioactive Waste in the United States ISBN 0-309-10004-6